# OVA「CLAMP IN WONDERLAND 1&2」主題歌コレクション＜PRECIOUS SONGS＞
『OVA「CLAMP IN WONDERLAND 1&2」主題歌コレクション＜PRECIOUS SONGS＞』（オーブイエー クランプ イン ワンダーランド ワン アンド ツー しゅだいか コレクション プレシャス ソングズ）は、同作品の主題歌を収録したコンピレーション・アルバムである。

## 概要
OVA『CLAMP IN WONDERLAND』と、その第2作である『CLAMP IN WONDERLAND 2』は、CLAMPが描いた漫画作品のキャラクターを集めたアニメーションクリップで、このCDはそれらの主題歌を収録したアルバムである。

## 収録曲
1. action!
歌：坂本真綾
作詞：坂本真綾、作曲・編曲：h-wonder
  - OVA『CLAMP IN WONDERLAND2』オープニングテーマ
2. Oh! Yeah!!
歌：ROUND TABLE featuring Nino
作詞：伊藤利恵子、作曲：北川勝利、編曲：ROUND TABLE
  - OVA『CLAMP IN WONDERLAND2』エンディングテーマ
3. あなただけのWONDERLAND
歌：広谷順子
作詞：大川七瀬、作曲・編曲：長岡成貢
  - OVA『CLAMP IN WONDERLAND』オープニングテーマ
4. 『あなた』が『しあわせ』であるように
歌：広谷順子
作詞：大川七瀬、作曲・編曲：長岡成貢
  - OVA『CLAMP IN WONDERLAND』エンディングテーマ
5. action!-without Maaya-
6. Oh! Yeah!!-without Nino-

- Track3,4 Licensed by Sony Music Entertainment